# Cidade aberta

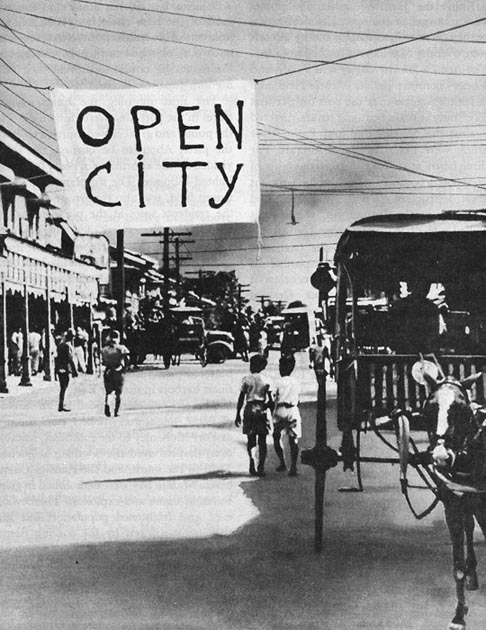
Manila foi declarada uma cidade aberta em dezembro de 1941 para evitar sua destruição quando o Japão Imperial invadiu a Comunidade das Filipinas

Na guerra, uma cidade aberta é um assentamento que anunciou que abandonou todos os esforços defensivos, geralmente no caso da captura iminente da cidade para evitar a sua destruição. Uma vez que uma cidade tenha se declarado "aberta", espera-se que, de acordo com o direito internacional, os militares da oposição ocupem pacificamente a cidade em vez de destruí-la. De acordo com o Protocolo I das Convenções de Genebra, é proibido ao atacante "atacar, por qualquer meio, localidades não defendidas". A intenção é proteger os civis e os marcos culturais da cidade de uma batalha que pode ser inútil.
As forças atacantes nem sempre respeitam a declaração de uma "cidade aberta". Forças defensivas ocasionalmente usarão a designação como uma tática política também. Em alguns casos, a declaração de uma cidade "aberta" é feita por um lado à beira da derrota e da rendição; em outros casos, aqueles que fazem tal declaração estão dispostos e aptos a lutar, mas preferem que a cidade específica seja poupada. Frequentemente, os movimentos de resistência estarão ativos em cidades abertas, forçando a conduta temperada das forças de ocupação.

## Exemplos
Várias cidades foram declaradas cidades abertas durante a Segunda Guerra Mundial, com o exemplo mais notável sendo Paris: 
- Cracóvia foi deixada indefesa (com exceção de algumas pequenas unidades locais) depois da marcha da 6ª Divisão de Infantaria polonesa para a Floresta Niepołomice com o objetivo de organizar linhas defensivas durante a Invasão Alemã da Polônia. Essa ação fez com que o Prefeito de Cracóvia a declarasse uma cidade aberta em 5 de Setembro de 1939. O exército alemão entrou na cidade no dia seguinte;[3]
- Bruxelas foi declarada uma cidade aberta pelo Governo Belga em 1940 durante a Batalha da Bélgica. A cidade foi posteriormente ocupada pelos alemães;[4]
- Paris foi declarada uma cidade aberta pelo Governo Francês em junho de 1940 durante a Batalha da França.[5][6]
- Belgrado foi declarada aberta em abril de 1941 pelo Reino da Iugoslávia, pouco antes do país ser invadido. A Wehrmacht não respeitou a declaração e submeteu a cidade a bombardeios pesados;[7]
- Manila foi declarada uma cidade aberta em 26 de dezembro de 1941 pelo general norte-americano Douglas MacArthur durante a Invasão Japonesa das Filipinas.[8] O Exército Imperial Japonês ignorou a declaração e bombardeou a cidade.[9] Entretanto, as Forças Armadas dos Estados Unidos ainda estavam utilizando a cidade para propósitos logísticos na hora dos bombardeios[10];
- Batávia foi declarada uma cidade aberta em 5 de março de 1942 após as unidades restantes do Real Exército Neerlandês das Índias Orientais serem evacuadas. Os japoneses ocuparam a cidade no dia seguinte;[11]
- Roma foi declarada aberta em 14 de agosto de 1943 pelo governo italiano[12], após a interrupção dos bombardeios aliados. Após isso, as forças aliadas entraram em Roma em junho de 1944, com o exército alemão em recuo declarando também as cidades de Florença e Chieti "abertas" em 24 de março do mesmo ano;[13]
- Atenas foi declarada uma cidade aberta pelos alemães em 11 de outubro de 1944;[14]
- Hamburgo foi declarada aberta em 3 de maio de 1945 pelos alemães e foi imediatamente ocupada pelo exército britânico.[15]

### Japão Pós-Segunda Guerra Mundial
Em 1977, um grupo de extrema-esquerda japonês, chamado "Rede Nacional do Movimento de Declaração de Cidades Abertas", começou organizando ativistas para fazer cidades japonesas se declararem "indefesas" sob as Convenções de Genebra preventivamente, para que em caso de guerra, elas fossem legalmente obrigadas a acolher qualquer invasão. Essa proposta foi rejeitada por quase todos os partidos políticos do pais e pelo governo vigente por decidirem ser uma proposta inerentemente absurda, já que o Japão não estava em guerra, e que caso necessário, tal medida teria que ser aprovada pelo governo nacional. Entretanto, o Partido Social Democrata, menor partido da coligação que governou o país entre 1994 e 1996, a apoiou.
Mesmo assim, quatro bairros de Tóquio, a cidade de Kagoshima, o porto mais ao sul do país, e entre outras cidades consideraram legislações para serem declaradas "cidades abertas".